# Каріші
Каріші (груз. ყარიში) — село в Грузії.
За даними перепису населення 2014 року в селі проживає 37 особа.